# Мортон (округ, Північна Дакота)
Шаблон:StateAbbr_ 46°43′ пн. ш. 101°17′ зх. д. / 46.72° пн. ш. 101.28° зх. д.
Округ Мортон (англ. Morton County) — округ (графство) у штаті Північна Дакота, США. Ідентифікатор округу 38059.

## Історія
Округ утворений 1873 року.

## Демографія
За даними перепису 
2000 року 
загальне населення округу становило 25303 осіб, зокрема міського населення було 16571, а сільського — 8732.
Серед мешканців округу чоловіків було 12606, а жінок — 12697. В окрузі було 9889 домогосподарств, 6931 родин, які мешкали в 10587 будинках.
Середній розмір родини становив 3,03.
Віковий розподіл населення поданий у таблиці:
| Стать    | До 15 років | 15-21 | 22-29 | 30-39 | 40-49 | 50-65 | 65-85 | Понад 85 |
| -------- | ----------- | ----- | ----- | ----- | ----- | ----- | ----- | -------- |
| Чоловіки | 2809        | 1374  | 1065  | 1794  | 2114  | 1845  | 1444  | 161      |
| Жінки    | 2622        | 1242  | 1085  | 1745  | 2075  | 1840  | 1731  | 357      |

## Суміжні округи
- Олівер — північ
- Берлі — північний схід
- Еммонс — схід
- Сіу — південний схід
- Грант — південь
- Старк — захід
- Мерсер — північний захід

## Виноски
1. ↑  US Decennial Census. US Census Bureau. Архів оригіналу за 4 квітня 2018. Процитовано 1 лютого 2015.
2. ↑  Historical Census Browser. University of Virginia Library. Архів оригіналу за 11 серпня 2012. Процитовано 1 лютого 2015.
3. ↑  Forstall, Richard L., ред. (20 квітня 1995). Population of Counties by Decennial Census: 1900 to 1990. US Census Bureau. Архів оригіналу за 5 березня 2015. Процитовано 1 лютого 2015.
4. ↑  Census 2000 PHC-T-4. Ranking Tables for Counties: 1990 and 2000 (PDF). US Census Bureau. 2 квітня 2001. Архів оригіналу (PDF) за 18 грудня 2014. Процитовано 1 лютого 2015.
5. ↑  State & County QuickFacts. Бюро перепису населення США. Архів оригіналу за 7 червня 2011. Процитовано 1 листопада 2013.(англ.) Наведено за англійською вікіпедією.
6. ↑  American FactFinder. Бюро перепису населення США. Архів оригіналу за 26 лютого 2012. Процитовано 31 січня 2008.

| США | Це незавершена стаття з географії США. Ви можете допомогти проєкту, виправивши або дописавши її. |